# Momotus lessonii
A Momotus lessonii a madarak osztályának verébalakúak (Passeriformes) rendjébe és a motmotfélék (Momotidae) családjába tartozó faj.

## Rendszerezése
A fajt René Primevère Lesson  francia orvos és ornitológus írta le 1842-ben. Egyes szervezetek szerint a diadémmotmot (Momotus momota) alfaja Momotus momota lessonii néven.

## Alfajai
- Momotus lessonii lessonii
- Momotus lessonii goldmani
- Momotus lessonii exiguus[2]

## Előfordulása
Mexikó, Belize, Costa Rica, Guatemala, Honduras, Nicaragua, Salvador és Panama területén honos. 
Természetes élőhelyei a szubtrópusi és trópusi száraz erdők, síkvidéki és hegyi esőerdők, valamint legelők, ültetvények és vidéki kertek. Állandó, nem vonuló faj.
|  |

## Természetvédelmi helyzete
Az elterjedési területe nagyon nagy, egyedszáma ugyan csökken, de még nem éri el a kritikus szintet. A Természetvédelmi Világszövetség Vörös listáján nem fenyegetett fajként szerepel.